# Valdas Kasparavičius
Valdas Kasparavičius (* 17. Januar 1958 in Marijampolė, Litauische SSR) ist ein ehemaliger sowjetlitauischer Fußballspieler.

## Leben
Nach dem Abitur 1986 absolvierte Kasparavičius das Diplomstudium am Vilniaus pedagoginis institutas.
Sein erster Trainer war J. Brazauskas in Marijampolė. Kasparavičius spielte in der Nationalmannschaft der Sowjetunion.
Im Jahr 1983 wurde Kasparavičius zum Fußballer des Jahres in Litauen gewählt.